# 交響曲第46番 (ハイドン)
交響曲第46番 ロ長調 Hob. I:46 は、フランツ・ヨーゼフ・ハイドンが1772年に作曲した交響曲。

## 概要
本作はいわゆる、ハイドンの「シュトゥルム・ウント・ドラング（疾風怒濤）期」に書かれた作品であり、ロ長調という当時としては異様な調性選択や、特に最終楽章の斬新な構成から、作曲者の実験精神が窺える。
第45番『告別』、本作、第47番『パリンドローム』の3曲はいずれも、残された自筆原稿から1772年の作曲であることがわかっている。特に第45番『告別』と本作はともに嬰（シャープ）記号の多い調性を使用している点や、終楽章が中断して異なる音楽が出現する点など、共通性が高い。ただし、第45番『告別』と違ってこの曲には何の逸話も残っておらず、どうしてこのような特殊な曲を書いたのかは不明である。
また、ハイドンは第45番『告別』と本作を演奏するためにホルンの替え管を特注しており、ハイドン自身による1772年10月22日付けのホルン製造会社宛ての支払い書が残されている。

## 編成
オーボエ2、ホルン2、第1ヴァイオリン、第2ヴァイオリン、ヴィオラ、低音（チェロ、ファゴット、コントラバス）。

## 曲の構成
全4楽章、演奏時間は約20分。
- 第1楽章 ヴィヴァーチェ
ロ長調、4分の4拍子、ソナタ形式。

冒頭の動機のリズムは第44番『悲しみ』と同一である。第2主題は同主短調へ転調し盛り上がる。展開部では冒頭の動機と、第2主題の短調部分の動機が使用される。

- 第2楽章 ポコ・アダージョ
ロ短調、8分の6拍子、ソナタ形式。
弱音器をつけたヴァイオリンによるスタッカートを基調としたシチリアーノ。主題は第1ヴァイオリンと低弦の掛け合い、第2主題はレガートの旋律により対比される。

- 第3楽章 メヌエット - トリオ：アレグレット
ロ長調 - ロ短調、4分の3拍子。
主部の後半の階段状のモティーフが第4楽章にて再現される。トリオはロ短調のコラールとなり、前半のリピートが省略され、一定のリズムが刻む。静かな雰囲気の中に強弱が鋭く対比される。

- 第4楽章 フィナーレ：プレスト・エ・スケルツァンド - リステッソ・テンポ・ディ・メヌエット - テンポ・プリモ
ロ長調、2分の2拍子、ソナタ形式。
発想表示の通り、おどけたような主題が単一主題的に展開される。しばしば休止を挟み、効果を強めている。展開部では、嬰ニ長調という臨時記号でのみ処理できる調性で開始されるため、ヴァイオリンに低い "Fisis" （重嬰ヘ）が記譜されるが、これはG線の開放弦を指す。再現部の終わりは第45番『告別』と同じ手法で半終止が用意され、先述したメヌエットの後半主題が再現される。再び半終止の後、フィナーレの主題の断片が再現されるが、すぐ休止を挟み、ホルンと低弦により主音が保続され、終止のカデンツが準備される。2小節の休止の後、展開部からのリピートが指示されている。